# Војводство Нормандија
Војводство Нормандија је била вазална француска држава која је постојала од 996. до 1259. године.

## Историја
Војводство Нормандија резултат је викиншких напада на Франачку у 8. веку. Уговором у Сен Клер сир Ептеу (911. година) између француског краља Карла III и викиншког вође Ролона, Нормани се насељавају у области Руана. Ролонове територије је француски краљ Ричард II 996. године прогласио Војводством Нормандија. Ричард је постао први војвода Нормандије. Норманске војводе подржале су долазак на власт Ига Капета, оснивача нове династије. Године 1037. нормански војвода постао је Вилијам. Он је 1066. године предузео поход на Енглеску којом је владао Харолд II. Одневши победу над Харолдом у бици код Хејстингса, Вилијам је постао енглески краљ окончавши англосаксонски период енглеске историје. Вилијам је задржао титулу војводе Нормандије као француски вазал. Војводство је остало у саставу енглеске државе све до 1204. године када је Филип II Француски, искористивши слабост енглеског владара Јована, освојио континенталне територије Војводства. Нормандија је постала део краљевске земље. Енглески владари наставили су сукобе са француским владарима све до 1259. године када је, Париским миром, одређено да енглески краљ задржи Каналска острва, а континентални део Нормандије остане француском. Филип је изградио моћну Руанску тврђаву као симбол француске власти у Нормандији.

## Војводе Нормандије
- Викинг Роло (911–927)
- Вилијам I Нормандијски (927–942)
- Ричард I Нормандијски (942–996)
- Ричард II Нормандијски (996–1027)
- Ричард III Нормандијски (1027)
- Роберт I Нормандијски (1027–1035)
- Вилијам I Освајач (1035–1087)
- Роберт II Нормандијски (1087–1106)
- Хенри I (1106–1135)
- Стивен од Енглеске (1135–1144)
- Џефри Плантагенет (1144–1150)
- Хенри II Плантагенет (1150–1189)
- Ричард I Лавље Срце (1189–1199)
- Јован без Земље (1199–1216)
- Хенри III Плантагенет (1216–1259)